# 17 mai 1952
Le samedi 17 mai 1952 est le 138e jour de l'année 1952.

## Naissances
- Alberto Cairo, physiothérapeuthe et gestionnaire de programme
- Bernhard Brink, chanteur et animateur de télévision allemand
- Boudjemaa Talai, homme politique algérien
- Francis Décamps, musicien français
- Howard Hampton, hockeyeur sur glace canadien
- Jorge Olguín, footballeur argentin
- Josep-Lluís Carod-Rovira, homme politique catalan
- Leonel Almeida, chanteur cap-verdien
- Marguerite Deprez-Audebert, femme politique française
- Marianne Eriksson, député européen
- Marianne Eriksson, député européen
- Norv Turner, joueur américain de football américain
- Philippe Chazal, dirigeant français de télévision
- Victor Boștinaru, personnalité politique roumain
- Walter Mantegazza (mort le 20 juin 2006), footballeur uruguayen

## Décès
- Henry Bérenger (né le 22 avril 1867), diplomate français, sénateur de la Guadeloupe
- Vladimir Pravdich-Neminsky (né le 14 juillet 1879), physiologiste ukrainien

## Événements
- Fin de Coupe d'Europe FIRA de rugby à XV 1952
- Début de Tour d'Italie 1952